# Château de Mexhof
Le manoir de Mäo (estonien : Mäo mõis), anciennement manoir de Mexhof (allemand : Herrenhaus Mexhof) est un château estonien qui se trouve à Mäo dans la commune de Paide (autrefois Weißenstein) et la région de Järva (autrefois district de Jerwen).

## Historique
Le domaine appartient au XVIe siècle à la famille von Mecks, puis au XVIIe siècle au maréchal Lennart Torstensson et à sa descendance. Il passe en 1669 au général-major Hans von Fersen (1625-1683),, gouverneur de Riga, et il est vendu ensuite aux Stackelberg, passe à la famille von Löwenstern et à la famille von Grünewaldt. Le château de Mexhof est un endroit de villégiature privilégié de Rimski-Korsakov, à la fin du XIXe siècle, qui y est invité par sa belle-sœur. Il y donne nombre de concerts privés. La dernière propriétaire est la cousine du compositeur, la baronne Alexandra von Grünewaldt, qui est expropriée en 1919 par les lois foncières de la nouvelle république estonienne.
Le château est bâti en style baroque au XVIIe siècle et agrandi au XVIIIe siècle, après avoir été endommagé pendant la guerre du Nord, mais il est entièrement reconstruit en 1820-1830 en style néoclassique par les Stackelberg avec un imposant portique tétrastyle à colonnes toscanes en milieu de façade dont le fronton à la grecque a aujourd'hui disparu. Le château rectangulaire est à deux niveaux et des fenêtres en demi cercle, dans le style vénitien, alternent avec des fenêtres pleines au premier étage. Une double rampe donne accès au parc. Il est entouré de plusieurs bâtiments agricoles.
Après 1919, le château devient un orphelinat. Il est classé monument historique en 1933. Du temps de la république socialiste soviétique d'Estonie, il sert de remise et de garage à tracteurs. Il commence à être restauré dans les années 1970-1980, mais il demeure abandonné. La toiture a été restaurée, toutefois ce château historique est actuellement dans un état lamentable.
On remarque dans le parc un obélisque de dolomie érigé en 1886 par le baron Olaf von Stackelberg en mémoire des soldats russes tombés à la bataille de Weißenstein qui eut lieu en janvier 1573 pendant la guerre de Livonie et où Maliouta Skouratov perdit la vie.